# Steckenpferd (VEB)
Der VEB (K) Steckenpferd war ein Unternehmen im Ursprungsstadtteil Radebeul der heutigen Stadt Radebeul, dessen Produkte Seifen und Kosmetika unter dem Markenzeichen Steckenpferd international bekannt waren. Das Unternehmen wurde 1885 gegründet und war als Feinseifen- und Parfümfabrik Bergmann & Co. sächsischer Hoflieferant. Es wurde 1950 enteignet und 1991 erfolgreich reprivatisiert. Bekannt wurde das Unternehmen durch die DDR-weite Steckenpferd-Bewegung, durch die sich die DDR mit konvertierbarer Währung dringend benötigte Schiffe beschaffen konnte.

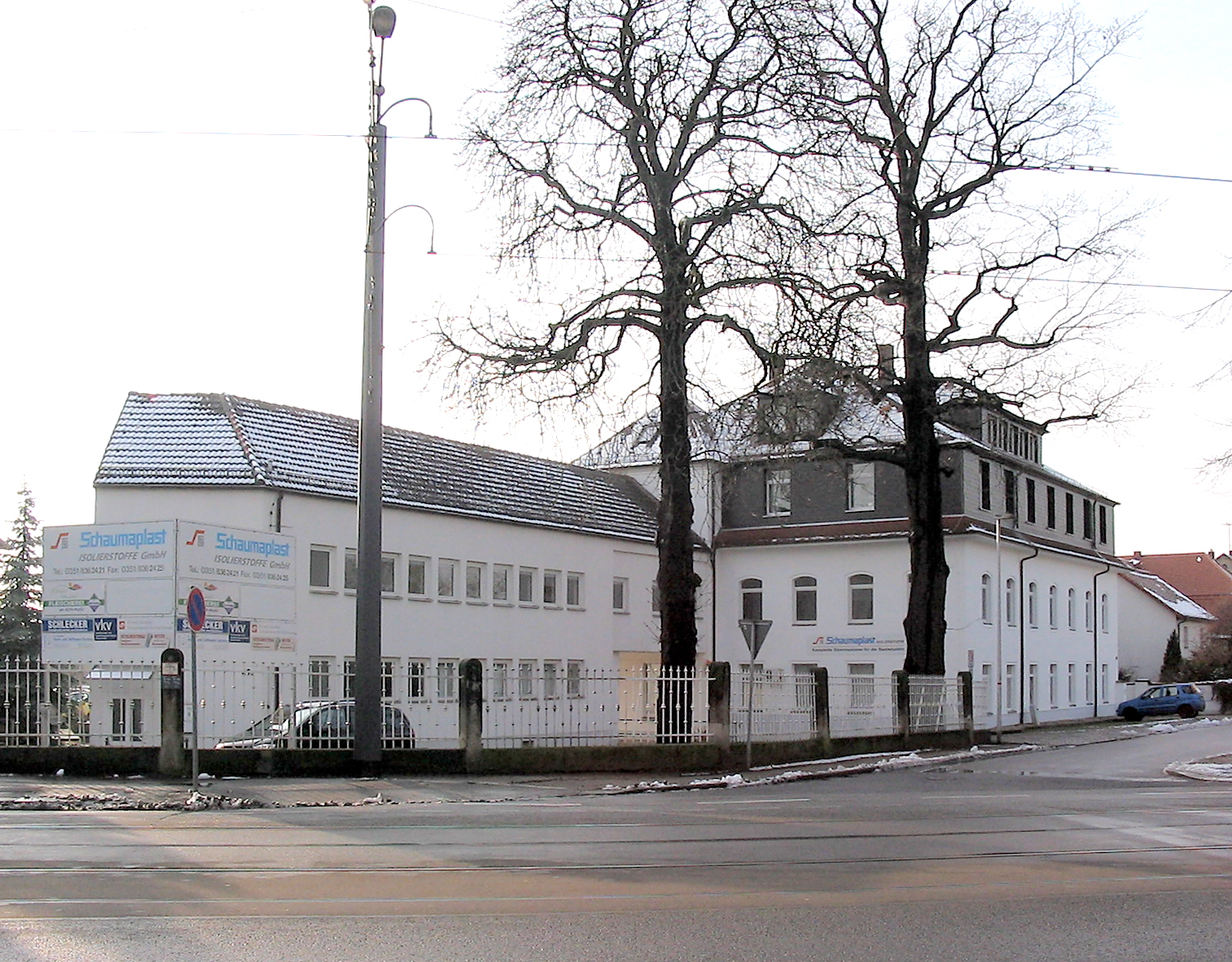
Das Werksgelände der Schaumaplast Isolierstoffe, ehemals VEB Steckenpferd

## Geschichte

### Internationales Privatunternehmen

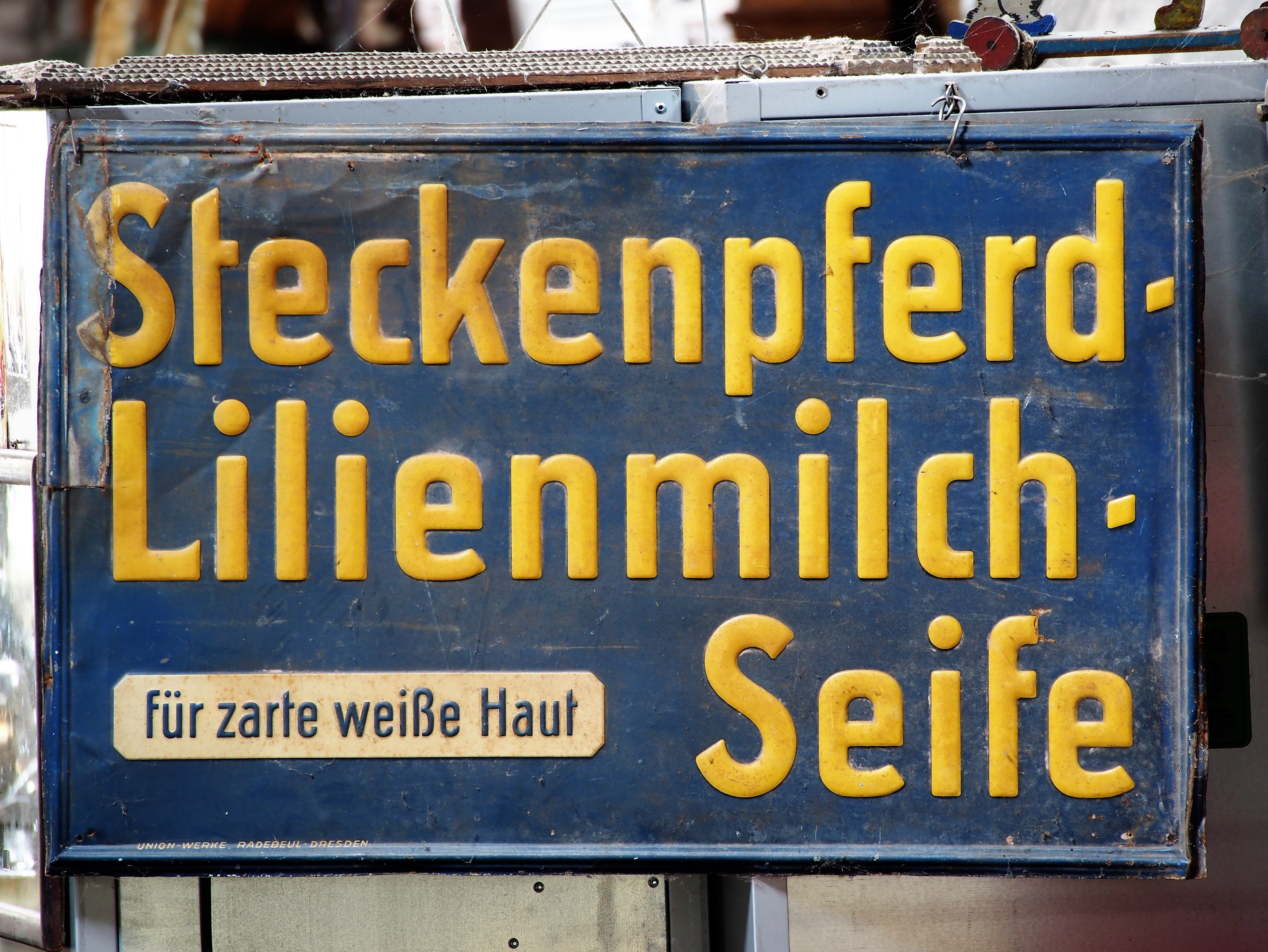
Werbeschild für Lilienmilch-Seife. Schild hergestellt von den benachbarten Union-Werken

1885 gründeten Bruno Bergmann (1843–1929) und sein Bruder Alexander Bergmann in der Kamenzer Straße 36 in Dresden mit zwei Mann und drei Mädchen die Feinseifen- und Parfümfabrik Bergmann & Co. (im Volksmund „Seifen-Bergmann“). Ab 1889 gab es in der Großen Schießgasse 3 in Dresden eine Verkaufsstelle. Wegen eines starken Wachstums wurde schon 1889 ein Fabrikneubau notwendig. Aufgrund der niedrigen Bodenpreise und der günstigen Verkehrsanbindung zog das Unternehmen 1890 nach Radebeul in die Hellerstraße 23 am Rande des Radebeuler Industriegebiets. In jenem Jahr wurde Bruno Bergmanns Sohn Curt Bergmann geboren, der spätere erfolgreiche Tennisspieler. Etwa zur gleichen Zeit wurde eine erste Zweigfabrik im österreichischen Tetschen eröffnet, weitere Filialbetriebe entstanden 1891 in Zürich, 1910 in Brüssel, 1912 in Arnheim und 1918 in Warschau.
Der eigentliche Kopf der Firma war Bruno Bergmann. 1892 trat sein Neffe Alfred Bergmann (1864–1928) in die Geschäftsleitung ein, und kurbelte die Werbung des Unternehmens kräftig an. Unter anderem wurden Sammelbildalben herausgegeben. Ein weiterer Marketingerfolg war der von Karl Alfredy geschriebene Schlager „Mein Steckenpferd“. Des Weiteren schaltete Alfred Bergmann Anzeigen in Presse und auf Werbetafeln und brachte Werbemarken mit Märchenthemen oder klassischer Literatur in Umlauf.
Am 30. Juni 1902 ernannte der sächsische König Georg die Inhaber zu offiziellen sächsischen Hoflieferanten. Das Stammhaus, heute Hellerstraße 23, musste 1895, 1904 und abermals 1910 erweitert werden. Die Belegschaft, die zum größten Teil aus Dresden kam, wuchs entsprechend. Bei der ersten Fabrikarbeiterzählung 1894 standen im Radebeuler Werk 31 Arbeiter in Lohn und Brot, 1905 waren es schon 75, 1915 fast 100; der Frauenanteil lag immer deutlich über 50 %. Der erfolgreiche Hoflieferant mit dem Steckenpferd-Signet als Markensymbol produzierte medizinische, Haushalts- und Kinderseifen sowie weitere Kosmetika, wie Bade- und Waschseifen, Haar-, Gesichts- und Rasierwasser, Barthaar-Färbemitteln sowie Duftflacons. Am bekanntesten war das Spezialerzeugnis, die Steckenpferd-Lilienmilchseife. Zur Expansion musste Bergmann vermutlich mit seinem Nachbarn reden, da ein Teil des späteren Betriebsgeländes noch 1880 der benachbarten Kaffeesurrogatfabrik Otto E. Weber gehörte. Alfred Bergmann baute sich 1904/1905 die Villa in der Marienstraße 5 aus.
Mit Beginn des Ersten Weltkrieges 1914 ging es wirtschaftlich bergab. Bis 1921 war die Versorgung mit dem für die Lilienmilchseife erforderlichen Palmöl unterbrochen, der Ersatz ließ viele Wünsche offen. Nur die Duftwasserproduktion konnte ungehindert fortgesetzt werden. Nach dem Ende des Ersten Weltkriegs wurden die Werke in Belgien und Holland enteignet. Das Radebeuler Stammwerk hingegen wurde ausgebaut. Am 1. Mai 1920 überschritt die Zahl als Mitarbeiter erstmals die 200.
Bruno Bergmanns Sohn Curt Bergmann und Alfred Bergmanns Sohn Walter Bergmann übernahmen 1923 in nächster Generation zusammen die Radebeuler Feinseifen- und Parfümfabrik, als die beiden Alt-Direktoren in den Ruhestand traten.
Das Radebeuler Werk wurde 1934 durch ein Feuer schwer beschädigt.
Infolge der Rohstoffbewirtschaftung im Zweiten Weltkrieg verschwand die Lilienmilchseife 1939 erneut aus den Regalen und wurde durch sogenannte RlF-Seife ersetzt. Der stark mit Porzellanerde gestreckte, minderwertige Ersatz war eher zum Peeling als zum Waschen geeignet, was die Volksgenossen bissig durch die Umdeutung von RIF (eigentlich „Reichsstelle für industrielle Fettversorgung“) in „Reinlichkeit ist Frevel“ kommentierten. Nach Ende des Zweiten Weltkriegs gingen 1945 alle Filialbetriebe durch Enteignung verloren. In Radebeul wurde die Produktion aber schon wenige Tage nach Kriegsende wieder aufgenommen.
Nach dem Zweiten Weltkrieg engagierte sich Curt Bergmann politisch am Wiederaufbau Radebeuls. Er wurde stellvertretender Stadtverordnetenvorsteher und führte den Kreisverband Dresden-Land der CDU. Trotz Curt Bergmanns politischen Engagements wurde das Unternehmen 1950 enteignet und ging in treuhänderische Verwaltung über. Curt Bergmann verließ die DDR. 1954 wurde Seifen-Bergmann mit der Radebeuler Kernseifenfabrik RASEIFE zum VEB Steckenpferd (VEB (K) Steckenpferd Seifen- und Kosmetikwerk, Radebeul 1) vereinigt. Das Steckenpferdlogo blieb erhalten. Ein Großteil der Erzeugnisse ging auch weiterhin in den Export. Die Quartalsproduktion lag 1953 bei 11 t und 1959 bei 20 t Seife. 70 % der Seifenproduktion wurden in 23 Länder exportiert.

### Initiator derSteckenpferd-Bewegung
Zum Dank für die Abschaffung der Lebensmittelkarten beschloss die Belegschaft des erfolgreichen Unternehmens 1958, den Exportplan um 100.000 US-Dollar überzuerfüllen. Anschließend wurde das Geld zum Kauf eines gebrauchten Handelsschiffes gespendet. Zu jener konnten Zeit erst 18 % der DDR-Seehandelsbewegungen durch eine eigene Flotte erledigt werden. Dieser Initiative schlossen sich innerhalb kurzer Zeit DDR-weit 1600 weitere Betriebe zur sogenannten Steckenpferd-Bewegung an. So konnten in den späten 1950er Jahren zahlreiche Schiffe außerplanmäßig beschafft werden. Für den Rest des Geldes wurden 10.000 t Südfrüchte, 2.800 t Kaffee, 750.000 Paar Lederschuhe, 6.800 Motorräder, 5000 Fernsehgeräte und 4.750 Personenkraftwagen eingeführt.
Einer der Frachter erhielt am 5. Januar 1959 nach dem initiierenden Unternehmen den Namen Steckenpferd. Am 23. Februar 1959 wurde dem VEB Steckenpferd den Orden Banner der Arbeit verliehen.

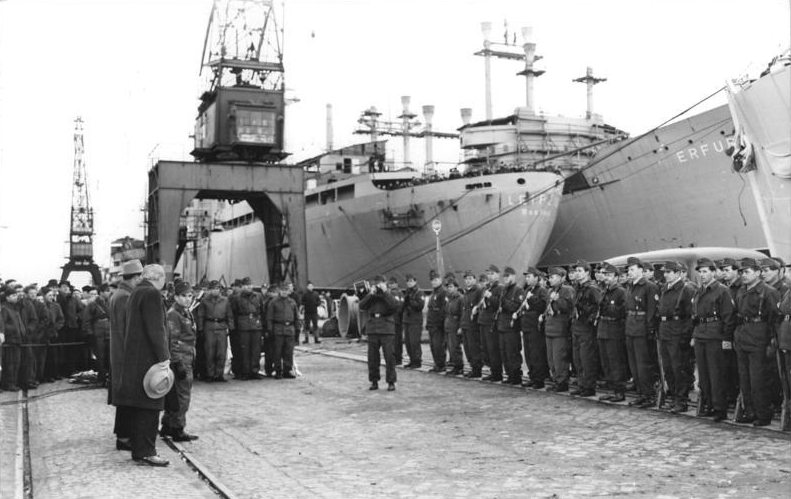
„10.000 Tonnen-Frachter Steckenpferd seiner Bestimmung übergeben“
(ganz rechts im Bild der Bug der Steckenpferd)

Nach dem Zeitpunkt des Aufrufs zur Steckenpferd-Bewegung wurden hauptsächlich schwedische Schiffsverkäufer angesprochen, da diese in Zeiten des Kalten Kriegs als neutral angesehen wurden. Von diesen wurden für die DDR-Handelsflotte die folgenden gebrauchten Handelsschiffe beschafft und für die Deutsche Seereederei Rostock (DSR) in Dienst gestellt (in Klammern das Übergabedatum an die DSR und die Herkunft):
- Frachtschiff Kap Arkona (12. November 1958, ex B.O. Börjesson, Helsingborg)
- Frachtschiff Stubbenkammer (17. Dezember 1958, ex Tilia Gorthon, Helsingborg)
- Frachtschiff Steckenpferd (5. Januar 1959, ex Ostbris, Göteborg)
- Frachtschiff Stoltera (26. Februar 1959, ex Nils Gorthon, Helsingborg)
- Tankschiff Rositz (28. März 1960, ex Pamela, Hamburg)
- Tankschiff Schwarzheide (30. April 1960, ex Gauthiod, Stockholm)
- Tankschiff Lützkendorf (17. Juni 1960, ex Securus, Stockholm)

Die feierliche Indienststellung des Flaggschiffs der ‚Steckenpferd-Flotte‘, der Steckenpferd, wurde von der DEFA gefilmt und ist in dem Wochenschau-Dokumentarfilm Der Augenzeuge 1959/A 5 zu sehen. Über diese unmittelbar der Steckenpferd-Bewegung zuzurechnenden Schiffe hinaus wurden diverse weitere, vor allem FDGB-Urlauberschiffe, als zur Bewegung zugehörend deklariert, beispielsweise die Völkerfreundschaft und die Fritz Heckert.

### Umstellung der Produktionsbasis
Nach Beschlüssen der DDR-Führung aus den 1950er Jahren wurde die Seifenproduktion ab den 1960er Jahren im Konsum Seifenwerk Riesa zusammengefasst. Noch 1960 waren im Siebenjahrplan der DDR umfangreiche Baumaßnahmen für eine Erweiterung der Radebeuler Seifenproduktion vorgesehen, die Belegschaft sollte von 279 (1962) auf 600 wachsen. 1965/1966 wurde der Betrieb in Radebeul jedoch schrittweise von der Seifenproduktion auf die Herstellung von Isolier- und Verpackungsmaterialien aus Polystyrol umgestellt. Der Radebeuler Betrieb wurde als Betriebsteil dem VEB Preßwerk Ottendorf-Okrilla angegliedert.

### Abwicklung 1991
Nach der deutschen Wiedervereinigung wurde der VEB Presswerk Ottendorf-Okrilla 1991 abgewickelt. Der Radebeuler Betriebsteil wurde als Bergmann & Co. reprivatisiert und kam als Schaumaplast Isolierstoffe GmbH zur Schaumaplast GmbH in Reilingen. Das Betriebsgelände wurde zum Schaumaplast Gewerbepark weiterentwickelt, in dem sich 2014 noch ein Verkaufsbüro von Schaumaplast befand. Die Fabrikation von EPS-Teilen (expandiertes Polystyrol, Styropor) wurde 1995 nach Nossen verlegt.